# Paratrachelas
Paratrachelas es un género de arañas araneomorfas de la familia Corinnidae. Se encuentra en la zona paleártica.

## Lista de especies
Según The World Spider Catalog 12.0:
- Paratrachelas acuminus (Zhu & An, 1988)
- Paratrachelas atlantis Bosselaers & Bosmans, 2010
- Paratrachelas ibericus (Bosselaers, Urones, Barrientos & Alberdi, 2009)
- Paratrachelas maculatus (Thorell, 1875)
- Paratrachelas validus (Simon, 1884)